# Satka
Satka - Сатка (rus) - és una ciutat de l'óblast de Txeliàbinsk, a Rússia.

## Geografia
Satka es troba als pendents occidentals del sud dels Urals, a la vora del riu Satka. És a 190 km al nord-oest de Txeliàbinsk.

## Història
La vila fou fundada el 1756 com un centre miner. A Satka s'hi trobà i s'explotà la magnesita, un mineral essencial per a la producció de maons refractaris als alts forns. És la principal indústria de Satka, explotada per la companyia Kombinat Magnezit; fundada el 1901, és el principal centre de producció de materials refractaris de Rússia.

## Turisme
Satka es troba prop del parc nacional de Ziuratkul, al centre dels Urals, que dona lloc a una certa activitat turística. També s'hi troba prop de la vila l'indret de Porogui, on fou instal·lat el primer generador d'electricitat hidràulic de Rússia.
Tot i que hi ha estació de tren a Satka, es tracta d'una via secundària i les connexions no són gaire pràctiques. D'altra banda, l'estació no es troba al centre de la ciutat. El millor mitjà de transport per arribar a Satka és l'autocar des de Txeliàbinsk, o bé en tren des de Moscou fins a l'estació de Suleia, a 15 km de Satka.